# Opera chińska
Opera chińska – tradycyjna forma chińskiej sztuki dramatycznej, będącej połączeniem śpiewu, recytacji, pantomimy, ekwilibrystyki oraz wystylizowanych demonstracji form i ciosów kung-fu. 
Historia opery chińskiej sięga trzeciego wieku naszej ery. Wyróżnia się ponad 300 jej odmian regionalnych.

## Najbardziej znane odmiany opery chińskiej
- Opera Kunqu, jedna z najstarszych uprawianych do dziś form opery chińskiej, która wywarła decydujący wpływ na jej gatunki późniejsze;
- dworska opera pekińska, w której tradycyjnie występowali tylko mężczyźni;
- Opera szanghajska, w której występowały tylko kobiety;
- Opera kantońska, która w Hongkongu zainspirowała bezprecedensowy rozwój filmów wuxia.

W Chinach sztuki operowe pełniły funkcję obrzędową, którą zachowały na m.in. na Tajwanie i w Singapurze.
Za najbardziej znanego aktora operowego jest uważany Mei Lanfang.
Opera była niezwykle popularna do początków XX wieku. W czasie rewolucji kulturalnej próbowano ją zastąpić operą wzorcową o wydźwięku propagandowym.

## Galeria

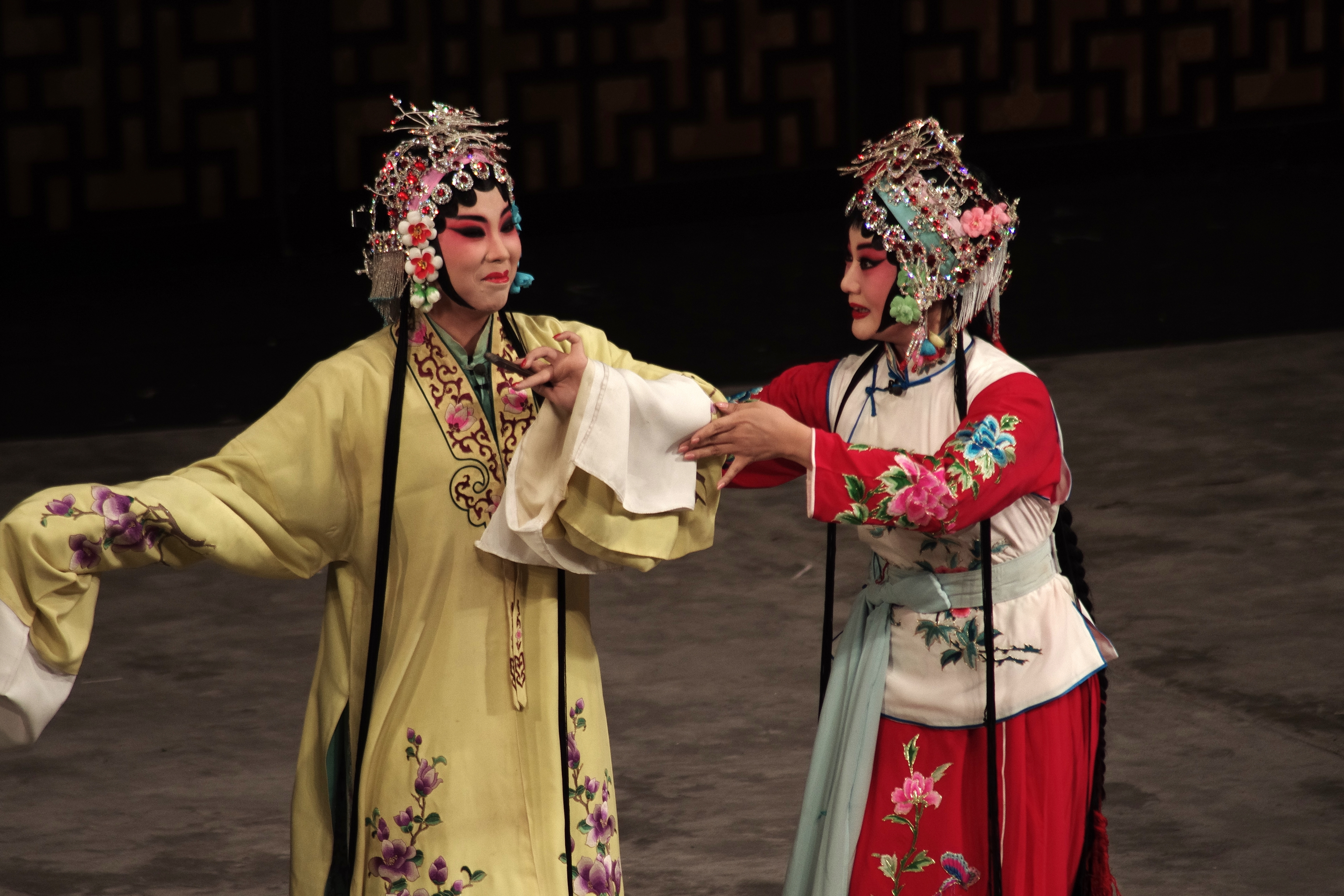
Sztuka oparta na „Opowieściach znad brzegów rzek”
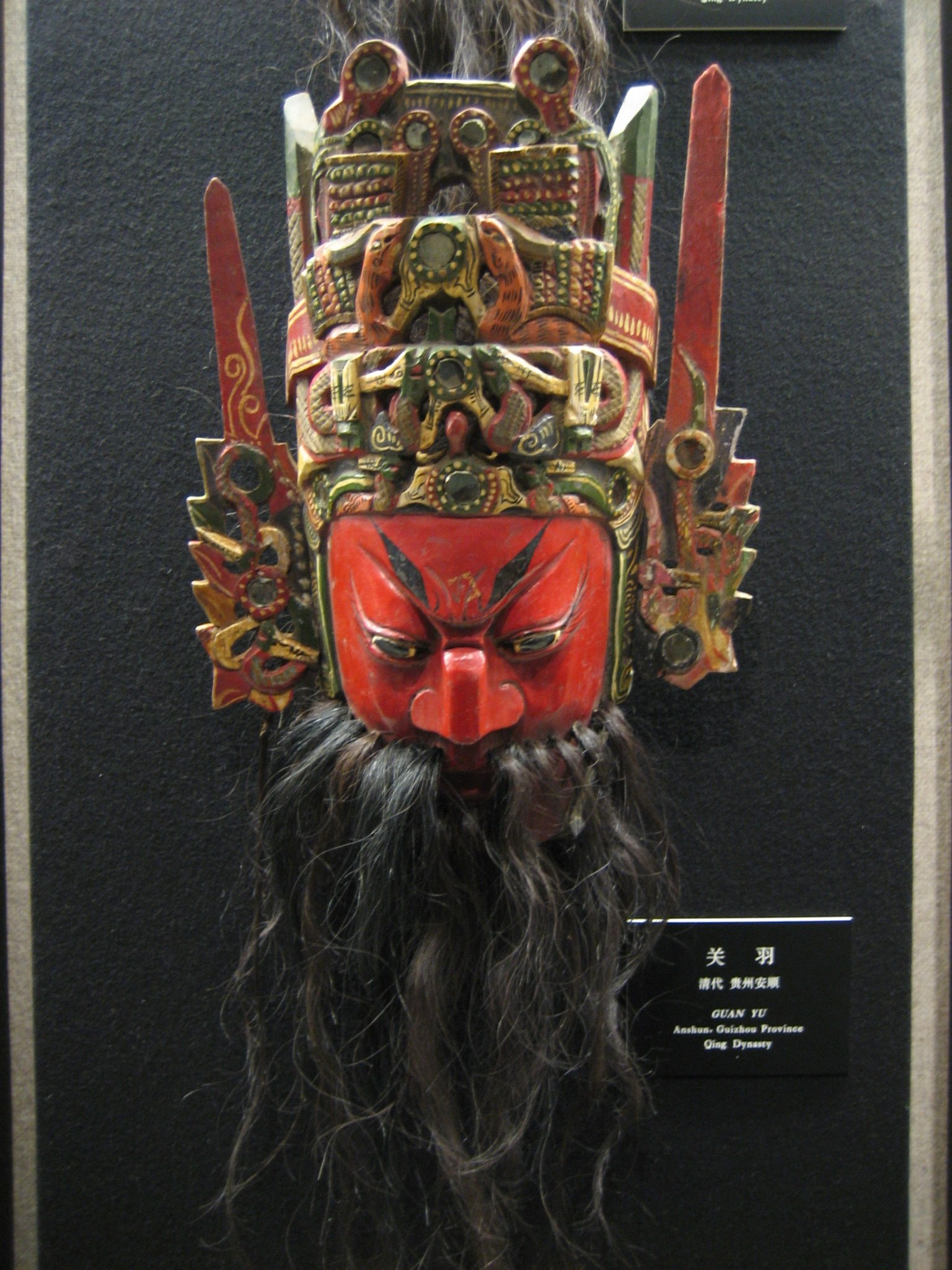
Maska generała Guan Yu
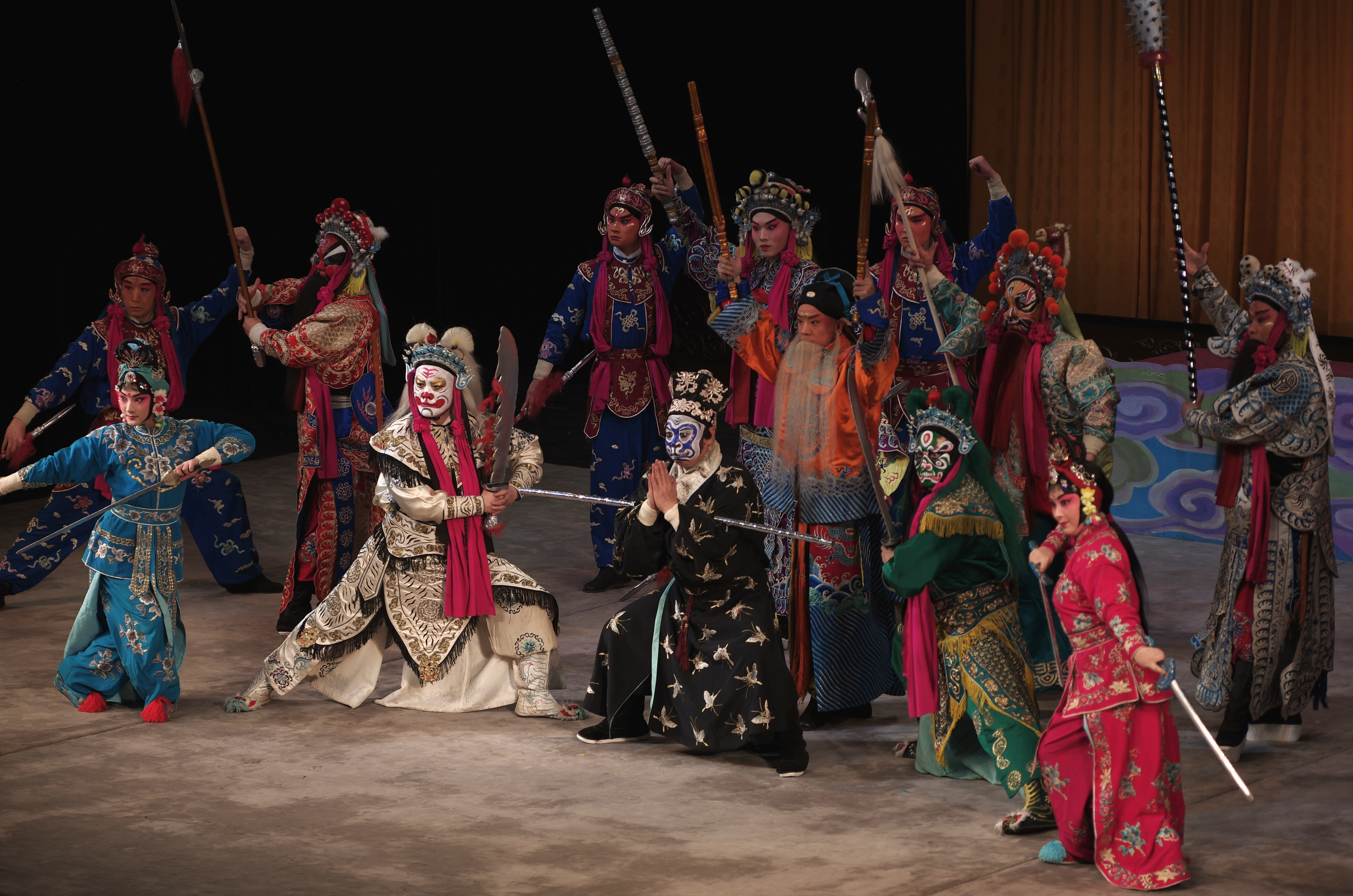
Scena zbiorowa, Szanghaj 2014
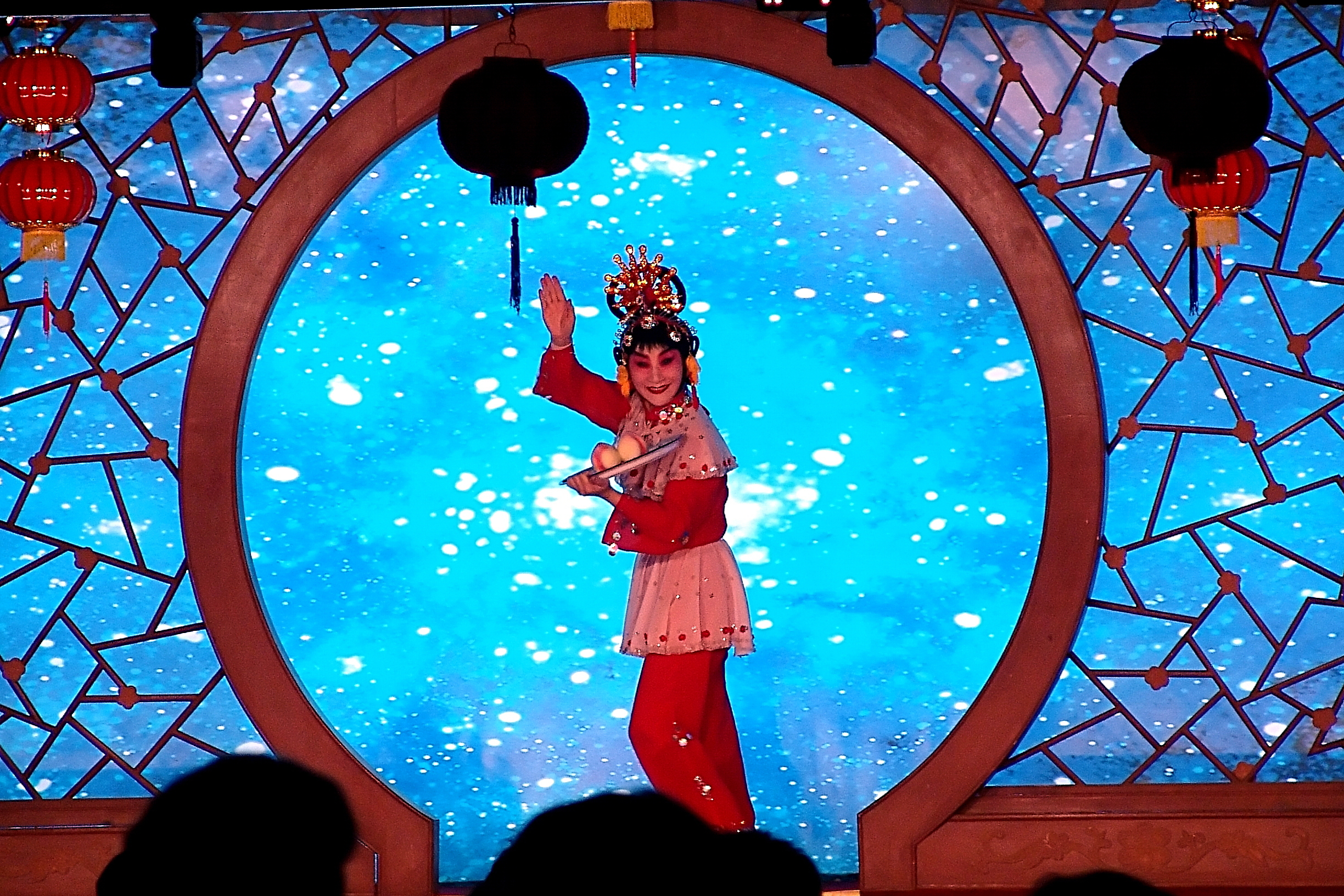
Scena z teatru w Pekinie
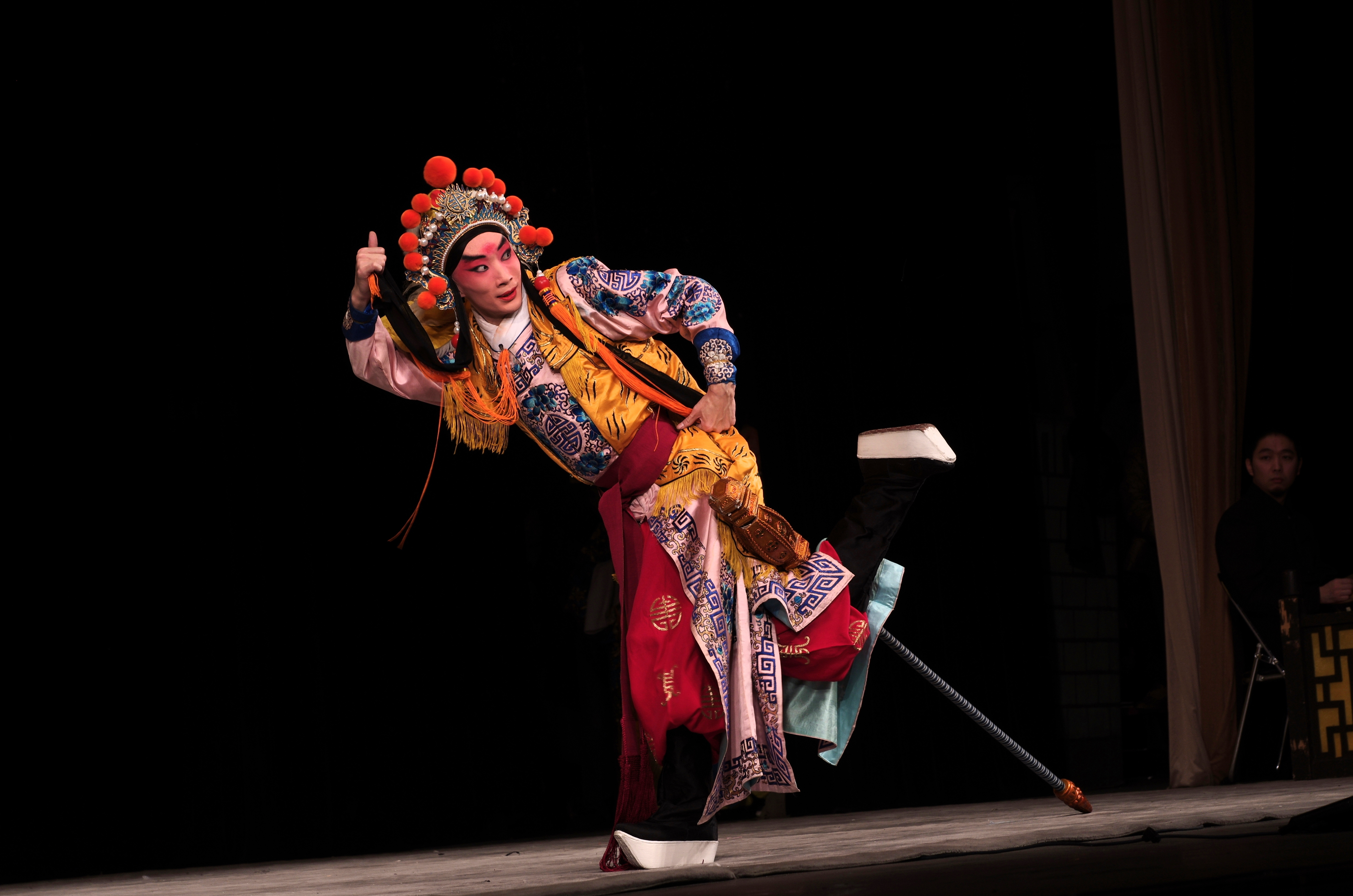
Li Cunxiao (postać rebelianta z IX w.) w sztuce operowej